# Eubert de Lille
Saint Eubert, parfois nommé saint Eugène, est l'un des évangélisateurs des Flandres, avec saint Piat, apôtre de Tournai et saint Chrysole, patron de Comines.

## Hagiographie
Selon la Tradition, saint Eubert annonce la foi dans le Tournaisis, conjointement avec saint Piat et saint Chryseuil. Il est l'un des principaux évangélisateurs des nerviens et des ménapiens dans la seconde moitié du IIIe siècle.Toutefois, il n'est pas martyrisé avec ses compagnons en 286 mais meurt à Seclin, au début du IVe siècle. 
Il est parfois, à tort, présenté comme évêque de Lille.

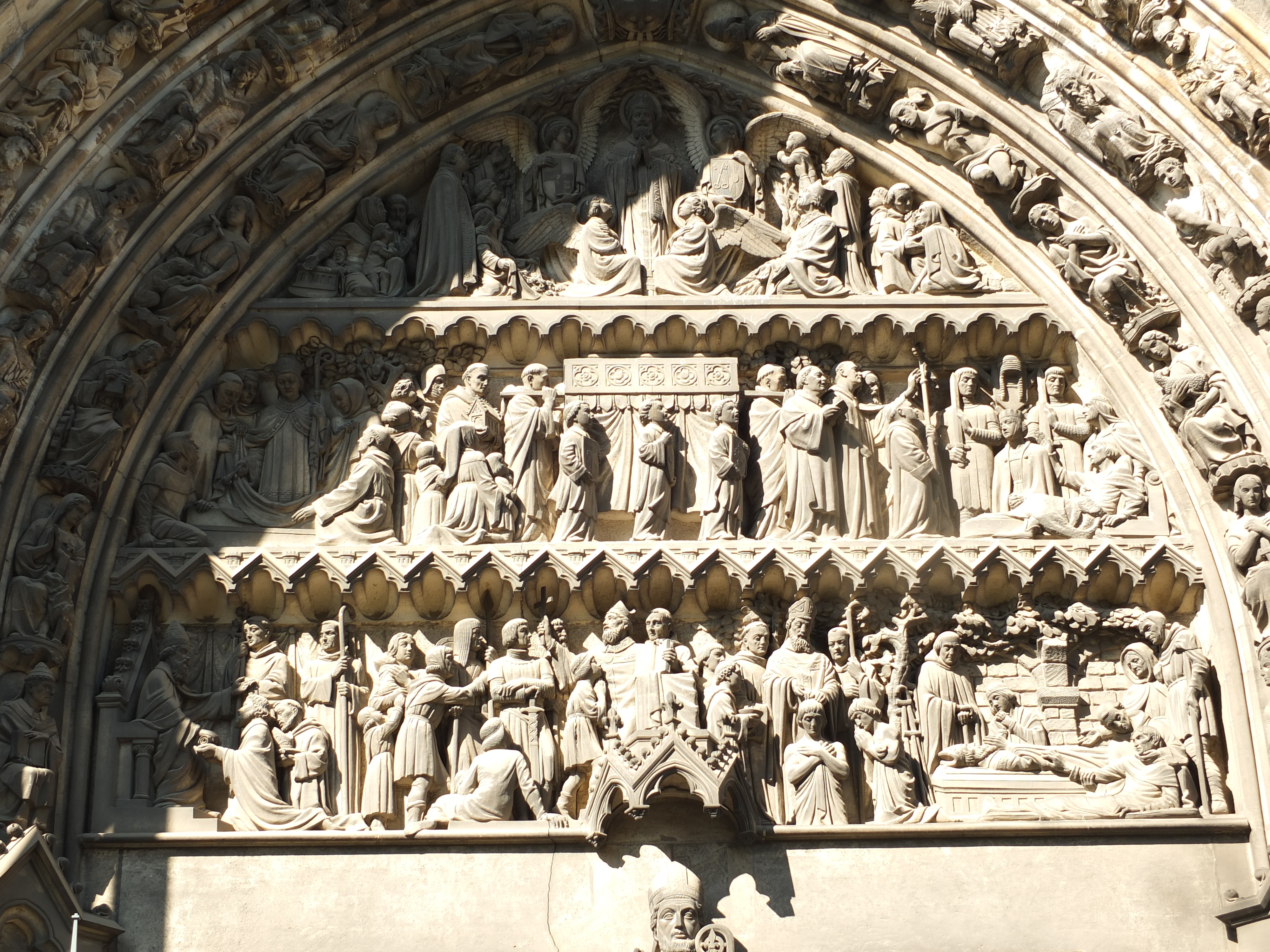
Portail sud de la cathédrale Notre-Dame-de-la-Treille de Lille, représentant saint Eubert effectuant les miracles qui lui sont attribués, et la découverte de son corps en 1230.

## Culte
Le culte de saint Eubert est très répandu en Flandre. Ses reliques, que l'on gardait à Seclin ont été transportées dans l'église collégiale Saint-Pierre de Lille, où elles restent jusqu'à la profanation de cette église en 1791.
Saint Eubert est nommé dans le martyrologe romain. Il est fêté le 1er février. Il est saint patron de Lille, dont une paroisse porte son nom. La paroisse Saint Eubert regroupe les églises Saint-Maurice, Saint-Sauveur et 
Saint-Étienne.